# Twenty-Fifth Air Force
La Twenty-Fifth Air Force (25 AF), nota anche come Air Force Intelligence, è una forza aerea numerata (NAF) in seno alla United States Air Force (USAF), ed opera come il principale organo di intelligence militare dell'Air Force. La 25 AF è stata costituita il 29 settembre 2014 trasformando la Air Force Intelligence, Surveillance and Reconnaissance Agency (una Field Operating Agency) alle dipendenze di Headquarters, United States Air Force, in una forza aerea numerata sotto il controllo dell'Air Combat Command. L'USAF pose anche il 9th Reconnaissance Wing e il 55th Wing agli ordini della nuova NAF. Il suo comando principale si trova nella Lackland Air Force Base (Texas).
Il suo compito principale è assicurare risultati, potenzialità e risorse di intelligence, sorveglianza e ricognizione (ISR), comprendendo anche forze e abilità "cyber" e geospaziali. Inoltre, è la componente crittografica della forza armata che risponde a National Security Agency e Central Security Service per le attività crittografiche dell'Air Force.
La 25th AF era stata originariamente attivata come United States Air Force Security Service il 20 ottobre 1948, ad Arlington Hall, Washington, con una missione di crittografia e sicurezza delle comunicazioni.
La 25th AF è comandata dal maggior generale Mary F. O'Brien. Il suo Command Chief Master Sergeant è il Command Chief Master Sergeant Stanley Cadell.

## Quadro d'insieme
Questa unità organizza, addestra, equipaggia e mette a disposizione forze e attitudini per svolgere intelligence, sorveglianza e ricognizione per i comandanti di unità combattenti e per gli Stati Uniti in genere. Inoltre realizza e coordina l'esecuzione delle politiche dell'Air Force rivolte ad espandere le potenzialità ISR.
L'organizzazione conta su più di 30 000 persone dislocate in 65 località di tutto il mondo.
Il 14 luglio 2014 il Segretario all'aeronautica degli Stati Uniti d'America e il Chief of Staff annunciarono che la Air Force ISR Agency sarebbe stata riorganizzata come Twenty-Fifth Air Force, una numbered air force subordinata ad Air Combat Command, dal 1º ottobre 2014. La ridenominazione è avvenuta il 29 settembre 2014 presso Joint Base San Antonio (Texas).

## Unità

### Unità dipendenti
Alla Twenty-Fifth Air Force sono assegnati cinque stormi (wings) del servizio attivo e un centro.

#### Wings
- 9th Reconnaissance Wing, Beale Air Force Base (California)
- 55th Wing, Offutt Air Force Base (Nebraska)
- 70th Intelligence, Surveillance and Reconnaissance Wing, Fort George G. Meade (Maryland)
- 363rd Intelligence, Surveillance and Reconnaissance Wing, Langley Field (Virginia)[10]
- 480th Intelligence, Surveillance and Reconnaissance Wing, Langley Field (Virginia)

#### Centers
- Air Force Technical Applications Center, Patrick Air Force Base (Florida)

### Unità assistite
La 25 AF fornisce gestione e assistenza alle operazioni di signals intelligence.

### Unità della National Guard
- 102nd Intelligence Wing, Otis Air National Guard Base (Massachusetts)
- 181st Intelligence Wing, Terre Haute Air National Guard Base (Indiana)
- 184th Intelligence Wing, McConnell Air Force Base (Kansas)

## Storia

### United States Air Force Security Service
L'Air Force Intelligence fu inizialmente costituita come United States Air Force Security Service (USAFSS) il 20 ottobre 1948. Il quartier generale era posto ad Arlington Hall, un'ex scuola femminile che durante la Seconda guerra mondiale era diventata il quartier generale per la crittografia del Signals Intelligence Service dell'esercito USA. L'USAFSS fu incaricata del servizio crittografia e sicurezza delle comunicazioni in favore della neo-costituita United States Air Force (1947). L'USAFSS si trasferì nella Brooks Air Force Base, a San Antonio (Texas) nell'aprile 1949, e poli sulla "Security Hill" (collina della sicurezza) nella vicina Kelly Air Force Base in agosto 1953.
Durante la Guerra di Corea l'USAFSS fornì alle unità dello United Nations Command informazioni sui movimenti delle principali forze dell'Armata del popolo coreano dalla Manciuria a Wŏnsan. Il personale USAFSS fece un corso di coreano all'Università di Yale, e utilizzando aerei Douglas C-47 Skytrain diffuse le comunicazioni necessarie alle forze terrestri sulla Penisola coreana.
Nei primi giorni della guerra fredda, equipaggi USAFSS compirono missioni su diversi velivoli adattati a funzioni di intelligence, tra cui Boeing B-29 Superfortress, Lockheed C-130A-II Dreamboat, e i Boeing RB-50 Superfortress e Boeing RC-135 dello Strategic Air Command (SAC). L'USAFSS stabilì stazioni di comunicazione in Germania, Pakistan, Filippine e Scozia, e successivamente installò siti radar "a gabbia d'elefante" AN/FLR-9 in Alaska, Inghilterra, Italia, Giappone, Filippine e Turchia.
L'USAFSS fu coinvolto nella Guerra del Vietnam da quando le Pacific Air Forces gli chiesero di costituire un Air Force Special Security Office nell'Aeroporto Tan Son Nhat presso Saigon nel 1961. Dall'anno seguente, uno squadrone USAFSS e tre distaccamenti dipendenti operarono in Vietnam e Thailandia e personale USAFSS assisté le attività di vigilanza di College Eye. Equipaggi USAFSS parteciparono anche a missioni su Douglas EC-47 Skytrain di ricerca di equipaggi abbattuti nel Vietnam del Nord; su piattaforme SIGINT RC-130BII Hercules Airborne Communications Reconnaissance Program (ACRP) lanciate da Thailandia e da Da Nang Air Base; e, a partire dal 1967, sugli RC-135 del SAC schierati e collegati a Kadena Air Base (Okinawa).

### Electronic Security Command
Il 1 agosto 1979 l'Air Force rinominò l'USAFSS come Electronic Security Command (ESC), rispecchiando la missione aggiuntiva di migliorare l'uso nell'Air Force delle tecnologie di guerra elettronica in combattimento. Nel 1985 l'Air Force affidò all'ESC la sicurezza informatica, oltre alle sue missioni di intelligence e guerra elettronica.
L'ESC fornì assistenza informativa all'Invasione statunitense di Panama (1989) e fu tra i primi componenti delle forze armate USA ad arrivare in Arabia Saudita per la Guerra del Golfo (1990). Durante quel conflitto, personale ESC operò in tre distinte località di Arabia Saudita e Turchia.

### Air Force Intelligence Command
Il 1 ottobre 1991 l'Air Force rinominò l'ESC come Air Force Intelligence Command (AFIC) e riunì tutte le funzioni e risorse dell'Air Force sotto un solo comando. L'AFIC fuse l'ESC con l'Air Force Foreign Technology Center presso Wright-Patterson Air Force Base (Ohio), lo Air Special Activities Center di Fort Belvoir (Virginia), ed elementi dell'Air Force Intelligence Agency (Washington). Riunendo tali missioni, AFIC era incaricato di intelligence, sicurezza, combattimento elettronico, tecnologia straniera e controllo delle minacce.

### Air Intelligence Agency
L'organizzazione fu daccapo rinominata divenendo Air Intelligence Agency il 1 ottobre 1993. Negli anni 1990 fu dispiegato personale AIA per assistere le operazioni NATO nella Guerra in Bosnia ed Erzegovina e nella Guerra del Kosovo, nell'ambito dell'Operazione Southern Watch e dell'Operazione Northern Watch nell'Asia sudoccidentale.
Nel febbraio 2001 l'Air Force mise l'AIA a disposizione dell'Air Combat Command, ed essa fornì assistenza alle operazioni di combattimento della Guerra al terrorismo, Guerra in Afghanistan e della Guerra in Iraq.

### Air Force ISR Agency
Nell'agosto 2006 il generale T. Michael Moseley, Chief of Staff of the United States Air Force, diede istruzioni affinché l'azione di intelligence dell'Air Force desse maggior rilievo alle attitudini di intelligence, sorveglianza e ricognizione (ISR). L'AIA fu quindi rinominata Air Force ISR Agency (AFISRA) l'8 giugno 2007. Il cambio organizzativo comportava la trasformazione di AFISRA in una field operating agency e il suo trasferimento organico dalla dipendenza da Air Combat Command a quella ad Headquarters Air Force. Per effetto di questa riorganizzazione, AFISRA faceva capo allo Air Force Deputy Chief of Staff for Intelligence, Surveillance and Reconnaissance (vicecapo di stato maggiore USAF con delega ISR).
Dal 2009 fu dispiegato personale AFISRA in Iraq e Afganistan ad assistere MC-12W nell'ambito del Project Liberty.

### Allineamento
- Costituita come United States Air Force Security Service il 20 ottobre 1948

Organizzata come major command il 26 ottobre 1948
Rinominata: Electronic Security Command il 1 agosto 1979
Rinominata: Air Force Intelligence Command il 1 ottobre 1991
Rinominata: Air Intelligence Agency il 1 ottobre 1993
Rinominata: Air Force Intelligence, Surveillance, and Reconnaissance Agency il 8 giugno 2007
Rinominata: Twenty-Fifth Air Force il 1 ottobre 2014

### Comandi sovraordinati
- United States Air Force, 26 ottobre 1948
- Air Combat Command, 1 febbraio 2001
- United States Air Force, 8 giugno 2007
- Air Combat Command, 1 ottobre 2014

### Componenti

#### Wings

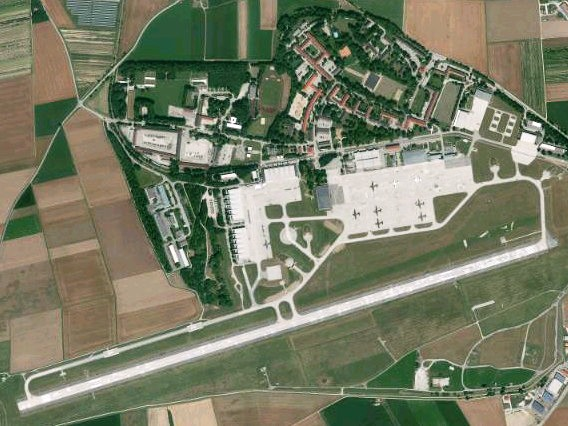
Landsberg-Lech Air Base, veduta aerea

- 6900th Security Wing, Landsberg AB, Germania, 1 agosto 1954 – data sconosciuta[12]
- 6910th Electronic Security Wing, Lindsey AS, Germania, 1 luglio 1981 – 15 luglio 1988[13]
- 6910th Security Wing, Darmstadt, Germania, data sconosciuta – 1 febbraio 1970
- 6920th Security Wing, Wheeler AFB, Hawaii, 1 novembre 1958 – data sconosciuta[14]
- 6920th Security Wing, Misawa AB, Giappone, 1 febbraio 1976 – 1 ottobre 1978[15]
- 6921st Security Wing, Misawa AB, Giappone, 1 settembre 1962 – 1 febbraio 1976[13][16]
- 6922d Security Wing, Kadena AB, Okinawa, poi Clark AB, Filippine, 1 luglio 1963 – 28 gennaio 1973[13][17]
- 6933d Security Wing, Karamursel AS, Turchia, 1 luglio 1963 – aprile 1970[18]
- 6940th Air Base Wing (in seguito 6940th Technical Training Wing and 6940th Security Wing), Goodfellow AFB, Texas, 1 ottobre 1958 – 1 luglio 1978[19]
- 6940th Electronic Security Wing, Fort Meade, Maryland, 1 febbraio 1980 – 1 ottobre 1991[20]
- 6944th Security Wing, Offutt AFB, Nebraska, 1 aprile 1974 – 1 marzo 1979[19]
- 6950th Security Wing. RAF Chicksands, Regno Unito, 1 luglio 1963 – 1 aprile 1970[21]
- 6960th Electronic Security Wing, Kelly AFB, Texas, 1 gennaio 1980 – 1 ottobre 1986[22]

#### Centers
- 6901st Special Communications Center (in seguito Air Force Special Communications Center, Electronic Warfare Center, Air Force Information Warfare Center, Air Force Information Operations Center), Lackland AFB, Texas, 8 agosto 1953 – 1 maggio 2007[4]

### Stations
- Arlington Hall, Washington, 26 ottobre 1948
- Brooks Air Force Base, San Antonio, Texas, 18 aprile 1949
- Kelly Air Force Base (oggi Kelly Field Annex), San Antonio, Texas, 1º agosto 1953